# Oceanijsko prvenstvo u rukometu 2012.
Oceanijsko prvenstvo u rukometu 2012. bilo je peto izdanje ovog natjecanja. Nastupile su samo dvije momčadi koje su igrale dvije utakmice doigravanja za prvaka. Pobjednik se kvalificirao na SP u Španjolskoj 2013. Utakmice su se igrale u Sydneyu 22. i 23. lipnja.
- Australija -  Novi Zeland 31:10 (15:6)
- Australija -  Novi Zeland 31:10 (16:6)